# Svedberg

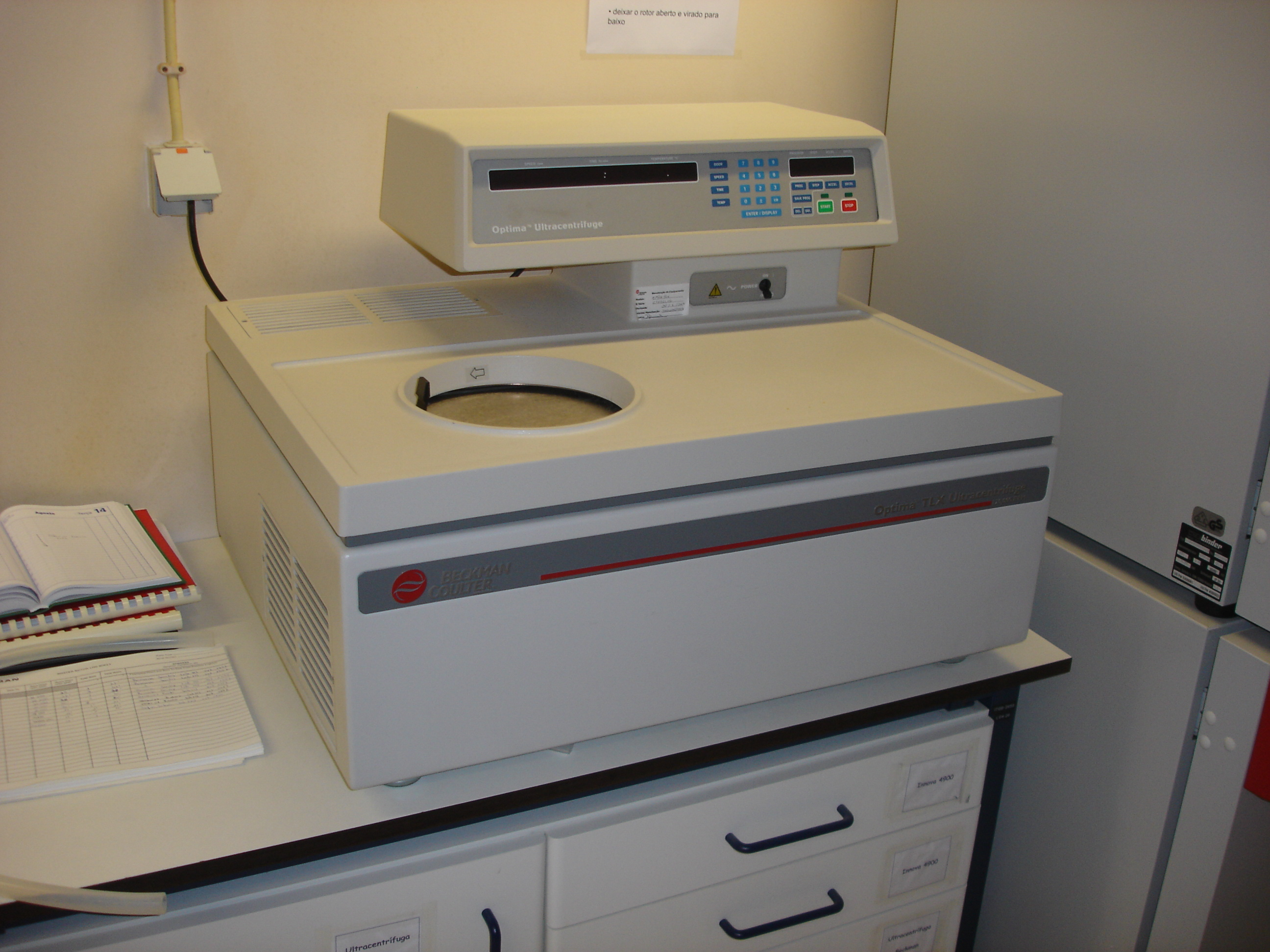
Una ultracentrífuga.

El svedberg (símbolo S, a veces Sv) es una unidad de medida que no pertenece al SI y se utiliza en ultracentrifugación para medir el coeficiente de sedimentación de una partícula o macromolécula cuando se centrifuga. La unidad Svedberg ofrece una medida del tamaño de una partícula basada indirectamente en su tasa de sedimentación bajo aceleración (es decir, la rapidez con la que una partícula de determinado tamaño y forma se asienta en el fondo de una disolución). Esta unidad tiene dimensiones de tiempo; un svedberg equivale a 10-13 segundos (100 fs).
Para las macromoléculas biológicas y los orgánulos celulares como los ribosomas, la velocidad de sedimentación se mide normalmente como la velocidad de desplazamiento en un tubo de centrífuga sometido a una elevada fuerza g. Los valores en svedbergs no son aditivos; por ejemplo, los ribosomas eucarióticos están formados por dos subunidades, una 60 S y otra 40 S. Sin embargo, el valor final del conjunto del ribosoma no es 100 S, sino 80 S.
El svedberg (S) es distinto de la unidad del SI sievert o de la unidad no perteneciente al SI sverdrup, que también utilizan el símbolo Sv.

## Etimología
Se nombró en homenaje al químico sueco Theodor Svedberg (1884-1971), galardonado con el Premio Nobel de Química en 1926 por su trabajo en sistemas dispersos, los coloides y su invención de la ultracentrifugadora.

## Factores
El coeficiente de Svedberg es una función no lineal. La masa, la densidad y la forma de una partícula determinarán su valor S. El valor de S depende de las fuerzas de fricción que retardan su movimiento y que, a su vez, están relacionadas con el área media de la sección transversal de la partícula.
El coeficiente de sedimentación es la relación entre la velocidad de una sustancia en una centrifugadora y su aceleración en unidades comparables. Una sustancia con un coeficiente de sedimentación de 26S (26 x 10-13 s) viajará a 26 micrómetros por segundo (26 x 10-6 m/s) bajo la influencia de una aceleración de un millón de gravedades (107 m/s2). La aceleración centrífuga se da como rω2; donde r es la distancia radial desde el eje de rotación y ω es la velocidad angular en radianes por segundo.
Las partículas más grandes tienden a sedimentar más rápido y por eso tienen valores Svedberg más altos.
Las unidades Svedberg no son directamente aditivas, ya que representan una tasa de sedimentación, no el peso.

## Usos
En la centrifugación de pequeñas especies bioquímicas, se ha desarrollado una convención en la que los coeficientes de sedimentación se expresan en las unidades Svedberg.
- El svedberg es la medida más importante utilizada para distinguir los ribosomas. Los ribosomas están compuestos por dos subunidades complejas, cada una de las cuales incluye componentes de ARNr y proteínas. En los procariotas (incluidas las bacterias), las subunidades se denominan 30S y 50S por su "tamaño" en unidades Svedberg. Estas subunidades están formadas por tres formas de ARNr: 16S, 23S, y 5S.[1]

- En el caso de los ribosomas bacterianos, la ultracentrifugación produce ribosomas intactos (70S), así como subunidades ribosómicas separadas, la subunidad grande (50S) y la subunidad pequeña (30S). Dentro de las células, los ribosomas existen normalmente como una mezcla de subunidades unidas y separadas. Las partículas más grandes (ribosomas enteros) se sedimentan cerca del fondo del tubo, mientras que las más pequeñas (subunidades 50S y 30S separadas) aparecen en las fracciones superiores.[1]